# Копенхаген
Копенхаген (на датски: København, [kʰøb̥m̩ˈhɑʊ̯ˀn] Da-København.ogg) е столица и най-голям град на Дания. Със своите 1 330 993 жители Копенхаген е най-голямата градска област съдържаща 18 общини. Градският център – община Копенхаген с 613 288 жители (по приблизителна оценка от януари 2018 г.) е най-гъсто населената община в Дания. В целия градски регион (2788 км2) живеят 2 057 142 души (2021).
Разположен е на източния бряг на остров Шеланд и частично на остров Амагер. Множество мостове и един тунел свързват Шеланд с Амагер. От 2000 г. Копенхаген и Малмьо са свързани с моста Йоресунд. Копенхаген е културен и икономически център на Дания с най-голямото летище, железопътна гара, едно от големите датски пристанища, паркове, национален музей и опера.
Историята на Копенхаген може да се проследи от 800 г., когато на мястото на сегашния център е имало малък рибарски град. След икономическата криза в края на 20 век, градът е в икономически и културен подем през последното десетилетие на национално и интернационално ниво. Копенхаген е един от икономическите центрове на Северна Европа и седалище на големи международни компании като Маерск, Карлсберг, Ново Нордиск, Данске Банк.
През 2008 г. е обявен за най-добрия град за живеене в света, а по инфраструктура попада на трето място след Сингапур и Мюнхен. Старите барокови сгради „съжителстват“ безпроблемно с новите модерни архитектурни хрумвания и са в основата на съвършеното пъстроцветие – особеност на столицата на най-старата европейска монархия.

## История
Има доказателства, че Копенхаген е съществувал като селище преди повече от 6000 години, но за първи път селището се появява в писмени записи датиращи от 1043 г. сл. Хр. Копенхаген, в онези времена, наречен „Havn“, което означава пристанище, е имал малко стратегическо или политическо значение. Повечето от хората в „Havn“ печелели ежедневния си хляб, като ловели обилната херинга в Йо̀ресун (на датски: Øresund). През следващите два века риболовът и търговията превръщат малкото рибарско селце в процъфтяващ град. А през 1343 г. крал Валдемар Атердаг обявява Копенхаген за столица на Дания – днес седалище на правителството и роден град на датското кралско семейство.

### Период 1000 – 1300

#### Земя наВикингите
За период от 300 години, от 750 до 1050 г., викингите използват Копенхаген като важен аванпост, откъдето отплават на пътешествия в Европа и останалия свят.

#### Епископският град
Ако се върнем хиляда години назад, Копенхаген все още е бил скромен град с малък търговски център, където се продава осолена херинга и се управлява трафикът към Scania.
През 1160 г. влиятелен съветник на крал Валдемар Велики става архиепископ Абсалон. През следващите години градът се увеличава десетократно, основават се множество църкви и абатства. Икономиката му процъфтява благодарение на приходите от огромна търговия с риболов на херинга – градът осигурява голяма част от католическа Европа с осолена херинга за Великия пост. Архиепископ Абсалон е човекът, за който повече от всеки друг може да се каже, че е основателят на Копенхаген. По това време извън града е построена крепост, чиято цел е била да отблъсне постоянните пиратски набези, опустошаващи бреговете на Дания. Абсалон и Валдемар Велики използват възхода като стартова площадка за основаването на Датската балтийска империя.

### Период 1301 – 1600

#### Калмарската уния
Кралица Маргрет l (1353 – 1412) е най-могъщата жена в Европа по време на нейното управление 1387 – 1412. Омъжвайки се за норвежкия крал Хакон Магнусон, тя става суверенна не само на Дания, но и на Швеция и Норвегия. И именно тя е поставя началото на основаването на Северния алианс, формализиран като Калмарска уния през 1397 г. След като синът ѝ, престолонаследникът Олоф умира, Маргрет назначава крал Ерик от Померания за свой наследник. Той е коронясан през 1397 г., но Маргрет управлява до смъртта си.

#### Копенхаген – скандинавски търговски център
Въпреки вековните борби за власт и надмощие, градът става все по-богат. Местните осъществяват търговия както с приятели, така и с врагове. В града идват чуждестранни търговци. Създават се занаятчийски гилдии и се основава университет през 1478 г. По времето на коронацията на Кристиан IV през 1596 г. Копенхаген е богат и мощен град. След проникването на Лутеранската църква в Германия през 1517 г. датското население започва да се обръща срещу Католическата църква и 1526 г. датската църква се отделя от Рим. Лутеранството се превръща в официална религия на страната и остава такова и до днес.

### Период 1601 – 1939

#### Кристиан IV 1577 – 1648
Кристиан IV става крал на Дания и Норвегия още на 11-годишна възраст. По време на управлението си 1588 – 1648 г. той губи части от кралството си от шведската корона. Но въпреки това, Дания се превръща в просперираща държава по време на неговото управление. Кристиан IV основава няколко града, сред които Кристиания, днешното Осло, столицата на Норвегия. Той също така основава първите търговски дружества с единствени права за търговия в чужбина.

#### Бедствията
През 18-ти век серия от бедствия удря Копенхаген: първо чумата през 1711 г., след това два пожара опустошават града през 1728 и 1795 г. Първият пожар избухва в магазина за производство на свещи в района Nørreport и унищожава 1700 къщи, кметството и университета включени. Големия пожар през 1795 г. разрушава кулата на църквата „Св. Николай“. Пожарите обаче дават на града възможност да изготви нов, по-мащабен градски план. През 1740 г. Кристиан Vl се премества в новия си кралски дворец Кристиансборг.

### Период 19 и 20 век
19-ти век започва с голяма битка при Копенхаген с британския флот през 1801 г. и битката от 1807 г., когато врагът бомбардира жестоко града. Укреплението „Kastellet“ се оказа безполезно, така че скоро този вид защитни линии били изоставени и крепостните стени на града били отворени.
През 1813 г. след всички войни фалиралата Дания отстъпва Норвегия на Швеция. През следващите години градът бавно се възстановява. Копенхаген инвестира в образованието – създаване на безплатни задължителни основни училища и в науката.
През 1849 г. Дания сменя своята форма на управление превръщайки се в парламентарна монархия и следващите години са доста спокойни със стабилен икономически растеж. През 1912 г. в корабостроителницата на града е построен първият океански кораб с дизелов двигател M/S Selandia. През 1932 г. самолетният трафик на летище Каструп (открито през 1925 г.) е над 6000 души.

#### Период 1940 – 1945 г. иоперация „Везерюбунг“
На 9 април 1940 г. войските на Хитлер нахлуват в Дания и Копенхаген. Окупацията продължи до края на войната. Германия премества 200 000 войници в Дания, тъй като страната се счита за полезен източник на селскостопански продукти. Кралското семейство с крал Кристиан X, престолонаследникът Фредерик и съпругата му коронова принцеса Ингрид отказаха да напуснат Копенхаген. Въпреки усилията на датската съпротива и тайната евакуация на близо 7000 от евреите от страната в Швеция, датското правителство капитулира в замяна на запазване на независима вътрешна политика.
Дания е освободена от британските войски под командването на фелдмаршал Монтгомъри на 4 май 1945 г. От днес, ако посетите Дания на тази дата, ще видите светлини на свещи в много прозорци в памет на този ден.

### В наши дни
Днешният Копенхаген е един от най-динамичните градове в Европа и вторият по големина град в Скандинавия. С 1,1 милиона жители в района на града (и повече от 1,8 милиона с предградията), Копенхаген определено държи позицията на блестящата столица на тази част на света.
Копенхаген е една от водещите световни дестинации за международни конференции и конгреси. От откриването на моста Йо̀ресун (на датски: Øresund) между Малмьо и Копенхаген през 2000 г. двата града предлагат повече от 22 000 хотелски легла. Най-големият конферентен център в Скандинавия, Bella Center в покрайнините на града, е добре известен със своите международни панаири и други аранжименти.

## География
Копенхаген се намира на източния бряг на остров Зеландия (Sjælland) и отчасти на остров Амагер и е обърнат към Йо̀ресун, водният проток, който разделя Дания от Швеция и свързва Северно море с Балтийско море. На шведска територия, точно срещу Копенхаген, се намират градовете Малмьо и Ландскруна.

Времето в Копенхаген е меко през всичките четири сезона. Лятото идва със средни температури около 20 °C , зимата – средните им стойности се движат малко над или под нулата. Валежите са умерени, но разпределени през цялата година.

## Население и религия
Копенхаген е разположен в Ховедстаден (на датски: Region Hovedstaden) – един от петте административни региона на Дания, наречен също Столичен регион. През 2019 г. региона е с население от 1 835 562 души, което съответства на около 31,61% от датското население, и е най-образованият, иновативен и космополитен регион в Дания. Със своите 2660 кв. км. или 6% от датската площ регионът е най-малкият в Дания и се простира от столицата Копенхаген на юг до Елсинор на север и Хундестед на запад. Регионът включва и остров Борнхолм.

## Икономика
Копенхаген е икономическият и финансов център на Дания. Във и около града се намират централите на някои от най-големите датски компании като Маерск – най-голямата компания за контейнерни превози в света и най-голяма датска компания, Ново Нордиск и др.
През 2018 г. Столичния регион има брутен вътрешен продукт (БВП) от 122,2 млрд. евро, генерирайки около 40,6% от датския БВП. Силните икономически резултати в Копенхаген се показват от високия ръст на БВП в сравнение с останалите датски региони. В периода от 2010 до 2018 г. БВП се е увеличил с 30,9% в региона, в сравнение с национално увеличение от 23,9% и увеличение за средния за ЕС от 23,9%. Регионалният БВП може да се изрази и като БВП на глава от населението в стандартите за покупателна способност (PPS), 51 000 през 2018 г., цифра над средното за страната (39 700) и средното за ЕС (31 000).
През 2019 г. 33,3% от заетите в Дания са в Столичния регион. Тук те са разпределени главно в дейности от третичния сектор (като например в търговията на едро и дребно, транспорт, настаняване и хранителни услуги; и публична администрация, отбрана, образование, здравеопазване на хората и социални дейности) с 86,5% от работещото население. Този брой е значително висок, като се има предвид, че средният брой на хората, работещи третични дейности в цяла Дания е 79,1%.
С намаляването на безработицата с повече от 1% през периода 2009 – 2019 г., това е регионът, който е най-слабо засегнат от началото на световната финансова криза през 2007 г. През 2019 г. Ховедстаден е с безработица от 5,1%, най-ниското през последните години, под средното за ЕС (6,3%) и малко над средното за страната (5%).

## Култура
Фестивали в града:
- Фестивал на тангото в Копенхаген – За първи път се провежда през 2005 г. в красивото студио на Датския национален симфоничен оркестър. Работата по организацията е доброволна. Тази година фестивалът ще се състои от 12 до 16 май, ще участват диджеи от Базел, Москва, Берлин, Париж
- Международен фестивал на документалното кино в Копенхаген – един от най-важните филмови фестивал в Европа. Има за цел да представи нови и новаторски идеи – сериозни и политически, странни и неочквани, провокативни и художествени. Той се основава на широко, международно и междусекторно културно сътрудничество, включващо широк кръг дейности, като семинари, заседания на директорите, лекции, дебати, събития, музика и клубни събития. През 2008 г. 33093 посетители са взели участие на фестивала. 7-ият Докс се проведе в Копенхаген от 6 до 15 ноември 2009 г.
- Международен фестивал за поезия в Копенхаген – най-големият от този род в Дания. Датската поезия и публика се среща с международната поезия. Участват поети от Дания, Швеция, Норвегия, България, Малта, Швейцария, Исландия, Монголия и др. Провежда се от 2006 г. обикновено през месец май

Сред културните центрове в града са Кралският датски театър и музеят Ню Карлсберг.

## Забележителности
- Замъкът Росенбор (Rosenborg)
- Старата сграда на Копенхагенската фондова борса (Børsen)
- Площадът на Кметството (Rådhuspladsen)
- Дворецът на принцовете
- Музеят Ню Карлсберг (Ny Carlsberg Glyptothek)
- Резиденцията на кралицата Амалиенбор (Amalienborg)
- Дворецът Кристиансбор (Christiansborg)
- Увеселителният парк Тиволи (Tivoli)
- Статуята на Малката русалка (den Lille Havfrue)
- Площадът Конгенс Нюторв (Kongens Nytorv)
- Крайбрежната улица Нюхаун (Nyhavn)
- Мраморната църква (Marmorkirken)
- Най-дългата пешеходна зона в Европа Стрьогет (Strøget)
- Сградата на копенхагенската опера (Operaen)
- Фонтанът Гефион (Gefionspringvandet)
- Църквата на Спасителя (Vor Frelsers Kirke), характерна със спираловидно виещата се външна стълба, по която се стига до върха на църквата
- Кралската датска библиотека (Det Kongelige Bibliotek), известна още като Черния диамант
- Мостът Йоресун (Øresundsbroen), открит през 2000 г. и свързващ Копенхаген с Малмьо, Швеция

## Други
На Копенхаген е наречена улица в София (Карта).

## Галерия
- Nyhavn – едно от най-известните места в Копенхаген
- Кралската датска библиотека в Копенхаген, известна още като Черния диамант
- Замъкът Росенбор (Rosenborg Slot) – замък от Ренесанса, намиращ се в Копенхаген, Дания
- Индийският павилион – една от атракциите на Тиволи

## Побратимени градове
Копенхаген е побратимен със следните градове:
| - Пекин, Китай | - Париж, Франция (само споразумение за сътрудничество) | - Рейкявик, Исландия | - Кампече, Мексико |

## Известни личности
Родени в Копенхаген
- Нилс Бор (1885 – 1962), физик
- Могенс Вьолдике (1897 – 1988), диригент
- Сьорен Киркегор (1813 – 1855), философ
- Мортен Мелдал (р. 1954), химик
- Мадс Микелсен (р. 1965), актьор
- Кай Нилсен (1886 – 1957), илюстратор
- Наташа Саад (1974 – 2007), рап-изпълнителка
- Алан Симонсен (р. 1952), футболист
- Нилс Стенсен (1638 – 1686), анатом и геолог
- Йон Дал Томасон (р. 1976), футболист

Починали в Копенхаген
- Александрин фон Мекленбург-Шверин (1879 – 1852), кралица
- Ханс Кристиан Андерсен (1805 – 1875), писател
- Нилс Бор (1885 – 1962), физик
- Валдемар Датски (1858 – 1939), принц
- Могенс Вьолдике (1897 – 1988), диригент
- Йоханес Йенсен (1873 – 1950), датски писател
- Сьорен Киркегор (1813 – 1855), философ
- Ханс Кристиан Оерстед (1777 – 1851), физик
- Линк Рей (1929 – 2005), американски музикант
- Йоун Сиюрдсон (1811 – 1879), исландски политик
- Магнус Стенбок (1664 – 1717), шведски генерал